# Calle Zenteno
La calle Zenteno es una arteria vial de Santiago de Chile que compone la parte sur de Barrio Cívico. La vía está partida en tres, donde el sector norte es ocupado por edificios públicos —en su mayoría vinculados al sector de Defensa—; y el sector sur es residencial con una mezcla de barrios patrimoniales y edificios habitacionales modernos de gran altura.

## Origen y toponimia
Los orígenes de la vía provienen de la época colonial, cuando se abrían las primeras rutas hacia las chacras del sur de la ciudad. Benjamín Vicuña Mackenna afirmó que la calle como tal nació en 1864 y fue inaugurada junto con otras vías cercanas como Nataniel Cox, San Ignacio de Loyola y Dieciocho.
La calle fue creada bajo el nombre de Gálvez, una denominación que provenía de José de Gálvez (1720-1787), un reputado jurista y político español que llegó a ser secretario del Despacho de Indias. En 1985, y por iniciativa de la comandancia de la Armada de Chile, se solicitó cambiar el nombre de la arteria por el de Zenteno en homenaje a José Ignacio Zenteno (1786-1847), un militar de la causa independentista que fue primer ministro de Guerra de Chile durante el período de Bernardo O'Higgins como director supremo. El decreto con el que se ejecutó el cambio señalaba que el nombre de Gálvez carecía de representatividad y no se encontraba enraizado en la "tradición histórico cultural" chilena.

## Recorrido
A diferencia de muchas calles y avenidas del centro de Santiago, Zenteno no tiene una continuidad y está prácticamente dividida en tres, siendo interrumpida por manzanas completas de edificios y sitios. Desde el norte comienza como una extensión de la calle Morandé y finaliza en la calle Padre Miguel de Olivares. Una pequeña segunda parte se extiende entre las calles Eleuterio Ramírez y Cóndor. La tercera parte —la más extensa— comienza en la Avenida 10 de Julio Huamachuco y concluye como una calle sin salida a pocos metros de la esquina con Sargento Aldea. En 1929 se presentó un proyecto para ampliar el trazado hacia el sur hasta la calle Placer, en el barrio Frankin, el que no se ejecutó.

## Sitios de interés
En la esquina con Alameda se ubica el extremo sur de la Plaza de la Ciudadanía y el Ministerio de Defensa Nacional. En aquella zona también se encuentran varios locales comerciales de venta legal de armas de fuego.Las otras partes de la calle son ocupadas por viviendas, muchas de ellas agrupadas en antiguos cités y en nuevos edificios residenciales de gran altura. Un hito patrimonial de la vía es la Basílica del Corazón de María, ubicada en la esquina de la calle Copiapó, en el barrio San Diego.